# Rafael Marques Mariano
Rafael Marques Mariano (nacido el 27 de mayo de 1983) es un futbolista brasileño que se desempeña como delantero.
Jugó para clubes como el Ponte Preta, Palmeiras, Internacional, Samsunspor, Omiya Ardija, Botafogo y Cruzeiro.

## Trayectoria

### Clubes
| Club           | País    | Año         |
| -------------- | ------- | ----------- |
| Campinas       | Brasil  | 2003        |
| Ponte Preta    | Brasil  | 2003        |
| Palmeiras      | Brasil  | 2004        |
| Internacional  | Brasil  | 2005        |
| Marília        | Brasil  | 2005        |
| Samsunspor     | Turquía | 2005 - 2006 |
| Manisaspor     | Turquía | 2006 - 2009 |
| Omiya Ardija   | Japón   | 2009 - 2012 |
| Botafogo       | Brasil  | 2012 - 2013 |
| Henan Jianye   | China   | 2014 - 2015 |
| Palmeiras      | Brasil  | 2015 - 2017 |
| Cruzeiro       | Brasil  | 2017 - 2018 |
| Sport Recife   | Brasil  | 2018        |
| São Caetano    | Brasil  | 2018 - 2019 |
| Figueirense    | Brasil  | 2019        |
| Ventforet Kofu | Japón   | 2020        |
| Botafogo-SP    | Brasil  | 2021 - act. |

## Palmarés

### Campeonatos nacionales
| Competición          | Equipo     | País    | Año     |
| -------------------- | ---------- | ------- | ------- |
| TFF Primera División | Manisaspor | Turquía | 2008-09 |
| Copa de Brasil       | Palmeiras  | Brasil  | 2015    |
| Campeonato Brasileño | Palmeiras  | Brasil  | 2016    |

### Campeonatos regionales
| Competición        | Equipo      | País   | Año  |
| ------------------ | ----------- | ------ | ---- |
| Campeonato Carioca | Botafogo    | Brasil | 2013 |
| Campeonato Mineiro | Cruzeiro    | Brasil | 2018 |
| Recopa Catarinense | Figueirense | Brasil | 2019 |

### Distinciones individuales
| Distinción                                | Año  |
| ----------------------------------------- | ---- |
| Goleador de la Recopa Catarinense (1 gol) | 2019 |